# استاد تمساح

کاریکاتور استاد تمساح که در روزنامه آزاد منتشر شده‌است. روزنامه آزاد یکی از روزنامه‌های طرفدار اصلاح‌طلبی در ایران است که از دوران اصلاحات منتشر می‌شد.

استاد تمساح نام کاریکاتوری است از نیک‌آهنگ کوثر که در سال ۱۳۷۸ توسط روزنامهٔ آزاد منتشر شد و در آن تمساحی به‌نام «استاد تمساح» نشان داده شده بود که در حال له کردن یک روزنامه‌نگار میان دُمش بود و هم‌زمان برای او اشک تمساح می‌ریخت. پس از انتشار کاریکاتور شباهت کلمه‌های «تمساح» و «مصباح» خشم طرفداران محمدتقی مصباح یزدی که مریدانش او را «استاد مصباح» خطاب می‌کردند برانگیخت. فردای آن روز مدیر مسئول و کاریکاتوریست روزنامه در نامه‌های جداگانه از چاپ این کاریکاتور عذرخواهی کردند؛ ولی انتشار کاریکاتور، شدیداً مورد انتقاد و اعتراض گروهی که خود را جمعی از طلاب و فضلای قم می‌نامیدند، قرار گرفت. نیک‌آهنگ کوثر به حکم دادستانی تهران به‌مدت ۶ روز در بازداشت بود و پس از ترک ایران برایش حکم غیابی ۴ ماه حبس صادر شد. او تا زمان حضورش در ایران بارها احضار شد و از سوی طرفداران مصباح به قتل تهدید شد.
سایت مشرق کاریکاتور «استاد تمساح» را «تخریب چهرهٔ مصباح یزدی» دانسته‌است.

## زمینه
در ۷ بهمن ۱۳۷۸ اظهارات جنجال‌برانگیزی توسط روزنامهٔ اصلاح‌طلب صبح امروز انتشار یافت که در آن مصباح یزدی تعدادی از روزنامه‌ها و مراکز فرهنگی را متهم نموده بود که از یکی از کشورهای رقیب ایران دلار دریافت کرده‌اند. این روزنامه از قول وی نقل کرده بود که: «رئیس سابق سازمان سیا با چمدانی پر از دلار برای پرداخت به برخی از روزنامه‌ها و مراکز فرهنگی وارد ایران شده‌است.» این مطلب تیتر اول بسیاری از روزنامه‌های اصلاح‌طلب را در روز یکشنبه ۱۰ بهمن ۱۳۷۸ به خود اختصاص داده بود. هر چند این نقل قول توسط برخی تکذیب شد، ولی بازتاب وسیعی در میان مطبوعات داشت به گونه‌ای که تا مدت‌ها و حتی تا چند سال بعد از آن اذهان عمومی را به خود مشغول کرده بود، و کاریکاتور موسوم به استاد تمساح چند روز بعد از نشر اخبار مربوط منتشر گردید.
بنظر می‌رسد کاریکاتور «استاد تمساح» با اعتراضاتی که از سوی حزب‌اللهی‌ها علیه آزادی بیان به راه افتاد، نه تنها به یکی از فیگورهای ماندگار نیک‌آهنگ کوثر تبدیل شد بلکه در افکار عمومی نیز مصباح و ملایان بیش از پیش مترادف تمساح و حرف‌ها و اشک‌های دروغین معرفی کرده‌است.

## واکنش‌ها
تعداد زیادی در مسجد اعظم قم در اعتراض به انتشار این کاریکاتور دست به تحصن زدند. تحصن کنندگان تأکید داشتند: «تحصن ما آرام و بدون تشنج است و در صورت دستور مقام معظم رهبری یا مراجع عظام، تحصن را لغو خواهیم کرد.» این تحصن در نهایت با ابلاغ دستور شفاهی سید علی خامنه‌ای رهبر نظام توسط علی مشکینی پایان یافت.